# XXX Liceum Ogólnokształcące im. Jana Śniadeckiego w Warszawie
 XXX Liceum Ogólnokształcące im. Jana Śniadeckiego w Warszawie – liceum ogólnokształcące z klasami dwujęzycznymi znajdujące się przy ul. Wolność 1/3, w warszawskiej dzielnicy Wola.

## Historia szkoły
- 1945 – uruchomienie z inicjatywy Józefa Derlikowskiego szkoły podstawowej przy ul. Żelaznej 88 kontynuującej tradycje przedwojennej Publicznej Szkoły Powszechnej nr 194 w Warszawie.
- 1947/1948 – przekształcenie w Państwową Szkołę Ogólnokształcącą Stopnia Podstawowego i Licealnego Nr 30
- 1950/1951 – uczniowie klas licealnych po raz pierwszy podchodzą do egzaminu maturalnego.
- 1964/1965 – rozdzielenie profili podstawowego i licealnego oraz nadanie szkole nazwy Liceum Ogólnokształcące Nr 30
- 1965/1966 – wprowadzenie przez Kuratorium Oświaty nazwy XXX Liceum Ogólnokształcące w Warszawie.
- 1969 – szkoła otrzymała Honorową Odznakę Opiekuna Miejsc Pamięci Narodowej.
- 1969/1970 – tymczasowe przeniesienie szkoły do budynku przy ul. Bema 70.
- 27 lutego 1971 – uroczyste otwarcie szkoły w nowo powstałym budynku przy ulicy Wolność 1/3.
- 24 lutego 1973 – nadanie szkole przez Ministerstwo Oświaty imienia Jana Śniadeckiego oraz przekazanie ufundowanego przez Komitet Rodzicielski sztandaru.
- 28 sierpnia 1980 – przyjęcie liceum w poczet członków Stowarzyszenia szkół UNESCO.
- 17 czerwca 1983 – odznaczenie liceum Medalem Komisji Edukacji Narodowej.
- 23 czerwca 1984 – odsłonięcie na parterze popiersia Jana Śniadeckiego.
- 14 października 2002 – ukazuje się pierwszy numer, redagowanego przez uczniów miesięcznika „Superśniadek”.
- Styczeń 2007 – ukazuje się pierwszy numer redagowanego przez uczniów Szkolnego Kulturalno-Katolickiego Miesięcznika „Nasz głos – głos pokolenia”.
- 31 marca 2008 – siatkarze zdobywają srebrny medal Mistrzostw Woli.
- 3 marca 2009 – historyczne Mistrzostwo Woli siatkarzy.
- 27-28 marca 2009 – uroczyste obchody 60-lecia „Śniadka”.
- 28 stycznia 2010 – drugie z rzędu Mistrzostwo Woli siatkarzy.
- 5 sierpnia 2022 – w trakcie wspinaczki w Tatrach Wysokich w wyniku upadku z wysokości zginął urzędujący dyrektor szkoły Marcin Konrad Jaroszewski[1].

## Absolwenci (m.in.)
- Piotr Adamczyk – aktor
- Włodzimierz Bednarski – aktor filmowy i teatralny
- Zofia Bielczyk – lekkoatletka, uczestniczka Igrzysk Olimpijskich w Moskwie, trenerka.
- Zbigniew Cieślak – sędzia Trybunału Konstytucyjnego
- Waldemar Jan Dziak – politolog
- Zbigniew Gaciong – profesor, doktor habilitowany nauk medycznych
- Dariusz Jakubowski – aktor teatralny i filmowy
- Jacek Karolak – poeta, pracownik kancelarii Sejmu
- Wawrzyniec Konarski – politolog, doktor habilitowany, profesor nadzwyczajny Katedry Europeistyki na Uniwersytecie Warszawskim
- Marek Kondrat – aktor filmowy, telewizyjny i teatralny, reżyser
- Maciej Kujawski – aktor filmowy, teatralny i dubbingowy
- Krzysztof Meissner – doktor habilitowany, profesor nadzwyczajny na Wydziale Fizyki Uniwersytetu Warszawskiego
- Antoni Muracki – poeta, kompozytor, tłumacz pieśni Jaromira Nohavicy
- Ryszard Nawrocki – aktor filmowy, teatralny i dubbingowy
- Piotr Pawlukiewicz – duchowny rzymskokatolicki, rekolekcjonista
- Jan Prochyra – aktor filmowy i teatralny, absolwent wydziału aktorskiego PWST im. Ludwika Solskiego w Krakowie
- Michał Serzycki – urzędnik państwowy i samorządowy, Generalny Inspektor Ochrony Danych Osobowych
- Michał Szczerba – poseł na Sejm VI, VII, VIII i IX kadencji
- Tadeusz Sznuk – prezenter oraz dziennikarz radiowy i telewizyjny
- Jonasz Tołopiło – polski aktor głosowy
- Piotr Tymochowicz – doradca medialny
- Wiesław Weiss – dziennikarz muzyczny, redaktor naczelny pisma rockowego Teraz Rock
- Joanna Wizmur – aktorka filmowa, teatralna i dubbingowa

## Dyrektorzy
- Józef Derlikowski (1945–1954)[2]
- Jadwiga Puchalska (1954–1956)[2]
- Edward Filipkowski (1957–1970)[2]
- Jan Bolewicki (1970–1987)[2]
- Anna Rabij (1987–1989)[2]
- Bożenna Szymańska (1989–2009)[2]
- Teresa Stępień (2009–2014)[2]
- Marcin Konrad Jaroszewski (2014–2022)[3]
- Angelika Riabinow (od 2022 jako p.o. dyrektora; od 2023 jako dyrektor)[4]

## Nauczyciele
- Wojciech Ciszewski – działacz opozycji antykomunistycznej, członek redakcji „Ucznia Polskiego”.
- Halina Chrząszcz-Bartkowiak – wielokrotna mistrzyni Polski w skokach do wody.
- Zbigniew Granica – autor podręczników szkolnych z zakresu informatyki.

## Miejsce w rankingach
Miejsce w rankingu miesięcznika „Perspektywy” (licea warszawskie)
- 2025 – 57
- 2024 – 78
- 2023 – 79
- 2022 – 66
- 2021 – 76
- 2020 – 72
- 2019 – 76
- 2018 – 86
- 2017 – 75
- 2016 – 79
- 2015 – 88
- 2014 – 91
- 2013 – 80
- 2012 – 79
- 2011 – 81
- 2010 – 68
- 2009 – 61
- 2008 – 63
- 2007 – 80
- 2006 – 88
- 2005 – 70
- 2004 – 51